# Martha Ontaneda
Nancy Martha Ontaneda Miranda (Guayaquil, Ecuador; 22 de marzo de 1945) es una actriz, productora y directora de teatro ecuatoriana.

## Biografía
Hija de Miguel Ángel Ontaneda y Colombia Miranda. Tiene tres hijas de su primer matrimonio, Estefanía, Andrea y Denisse. y actualmente se encuentra casada con Roberto Mastalir.

## Carrera actoral
Su primer acercamiento al teatro se dio con su participación en el teatro de títeres con el grupo "Arcoiris" en 1983. Inició en la actuación en el año 1986, como suplente de una actriz en la obra teatral "La casa de Bernarda Alba" en el Teatro Experimental de Guayaquil. Su primera participación en televisión como actriz fue en Ecuavisa. Ha participado en series de televisión como "El Cholito", "La Pareja Feliz" y "3 familias".
En 2006, formó su propia productora, llamada "MO Producciones Teatrales", con la cual ha llevado a cabo varias obras como productora y directora, siendo la primera "Ocho mujeres, una ronda de arpías", adaptada para el teatro por Cristian Cortez.

## Filmografía
- (1990-1991) Valeria
- (1991) Una mujer
- (2004) Yo vendo unos ojos negros
- (2007-2008) El Cholito - Marcia Wright de Campos-Herrera
- (2009-2012) La Pareja Feliz - Lupita
- (2014-2018) 3 familias - Lucrecia vda. de Plaza
- (2020) Sí se puede - La abuela de Fernanda